# Nicolás Barrientos
Nicolás Barrientos (* 24. April 1987 in Cali) ist ein kolumbianischer Tennisspieler.

## Karriere
Nicolás Barrientos spielt hauptsächlich auf der ATP Challenger Tour und der ITF Future Tour. Er gewann bislang je vier Einzel- und Doppelturniere auf der Future Tour. Auf der Challenger Tour gewann er bis jetzt 21 Doppelturniere. Zum 5. August 2013 durchbrach er erstmals die Top 200 der Weltrangliste im Doppel und seine höchste Platzierung war ein 47. Rang im April 2024.

## Erfolge
| Legende (Anzahl der Siege)  |
| Grand Slam                  |
| ATP World Tour Finals       |
| ATP World Tour Masters 1000 |
| ATP World Tour 500 (1)      |
| ATP World Tour 250 (1)      |
| ATP Challenger Tour (21)    |

| ATP-Titel nach Belag |
| Hartplatz (0)        |
| Sand (2)             |
| Rasen (0)            |

### Doppel

#### Turniersiege

##### ATP Tour
| Nr. | Datum            | Turnier           | Belag | Partner                     | Finalgegner                    | Ergebnis |
| --- | ---------------- | ----------------- | ----- | --------------------------- | ------------------------------ | -------- |
| 1.  | 25. Februar 2024 | Rio de Janeiro    | Sand  | Rafael Matos                | Alexander Erler Lucas Miedler  | 6:4, 6:3 |
| 2.  | 1. März 2025     | Santiago de Chile | Sand  | Rithvik Choudary Bollipalli | Máximo González Andrés Molteni | 6:3, 6:2 |

##### ATP Challenger Tour
| Nr. | Datum              | Turnier               | Belag         | Partner                   | Finalgegner                                   | Ergebnis           |
| --- | ------------------ | --------------------- | ------------- | ------------------------- | --------------------------------------------- | ------------------ |
| 1.  | 31. März 2013      | Pereira (1)           | Sand          | Eduardo Struvay           | Facundo Bagnis Federico Delbonis              | 3:6, 6:3, [10:6]   |
| 2.  | 13. Oktober 2013   | São José do Rio Preto | Sand          | Carlos Salamanca          | Marcelo Demoliner João Souza                  | 6:4, 6:4           |
| 3.  | 28. September 2014 | Pereira (2)           | Sand          | Eduardo Struvay           | Guido Pella Horacio Zeballos                  | 3:6, 6:3, [11:9]   |
| 4.  | 9. Oktober 2015    | Medellín              | Sand          | Eduardo Struvay           | Alejandro Gómez Felipe Mantilla               | 7:66, 6:74, [10:4] |
| 5.  | 1. Mai 2021        | Salinas               | Hartplatz     | Sergio Galdós             | Antonio Cayetano March Thiago Agustín Tirante | kampflos           |
| 6.  | 6. Juni 2021       | Little Rock           | Hartplatz     | Ernesto Escobedo          | Christopher Eubanks Roberto Quiroz            | 4:6, 6:3, [10:5]   |
| 7.  | 4. Dezember 2021   | São Paulo             | Sand          | Alejandro Gómez           | Rafael Matos Felipe Meligeni Alves            | kampflos           |
| 8.  | 11. Dezember 2021  | Florianópolis         | Sand          | Alejandro Gómez           | Martín Cuevas Rafael Matos                    | 6:3, 6:3           |
| 9.  | 16. April 2022     | San Luis Potosí       | Sand          | Miguel Ángel Reyes Varela | Luis David Martínez Felipe Meligeni Alves     | 7:611, 6:2         |
| 10. | 23. April 2022     | Aguascalientes        | Sand          | Miguel Ángel Reyes Varela | Gonçalo Oliveira Divij Sharan                 | 7:5, 6:3           |
| 11. | 14. Mai 2022       | Heilbronn             | Sand          | Miguel Ángel Reyes Varela | Jelle Sels Bart Stevens                       | 7:5, 6:3           |
| 12. | 21. Mai 2022       | Tunis                 | Sand          | Miguel Ángel Reyes Varela | Alexander Erler Lucas Miedler                 | 6:73, 6:3, [11:9]  |
| 13. | 4. Juni 2022       | Forlì                 | Sand          | Miguel Ángel Reyes Varela | Sadio Doumbia Fabien Reboul                   | 7:5, 4:6, [10:4]   |
| 14. | 8. Oktober 2022    | Gwangju               | Hartplatz     | Miguel Ángel Reyes Varela | Yuki Bhambri Saketh Myneni                    | 2:6, 6:3, [10:6]   |
| 15. | 29. April 2023     | Rom                   | Sand          | Francisco Cabral          | Andrei Golubew Denys Moltschanow              | 6:3, 6:1           |
| 16. | 14. Mai 2023       | Francavilla al Mare   | Sand          | Ariel Behar               | Sander Arends Petros Tsitsipas                | 7:61, 3:6, [10:6]  |
| 17. | 16. Juli 2023      | Iași                  | Sand          | Aisam-ul-Haq Qureshi      | Gabi Adrian Boitan Bogdan Pavel               | 6:3, 6:3           |
| 18. | 25. November 2023  | Brasília              | Hartplatz     | André Göransson           | Marcelo Demoliner Rafael Matos                | 7:63, 4:6, [11:9]  |
| 19. | 12. Oktober 2024   | Roanne                | Hartplatz (i) | David Pel                 | Jakub Paul Matěj Vocel                        | 4:6, 6:3, [10:6]   |
| 20. | 27. Oktober 2024   | Brest                 | Hartplatz (i) | Skander Mansouri          | Jakub Paul Matěj Vocel                        | 7:5, 4:6, [10:5]   |
| 21. | 2. November 2024   | Bratislava            | Hartplatz (i) | Julian Cash               | André Göransson Sem Verbeek                   | 6:3, 6:4           |

#### Finalteilnahmen
| Nr. | Datum            | Turnier      | Belag         | Partner                   | Finalgegner                             | Ergebnis           |
| --- | ---------------- | ------------ | ------------- | ------------------------- | --------------------------------------- | ------------------ |
| 1.  | 20. Juli 2014    | Bogotá       | Hartplatz     | Juan Sebastián Cabal      | Samuel Groth Chris Guccione             | 6:75, 7:63, [9:11] |
| 2.  | 2. Oktober 2022  | Seoul        | Hartplatz     | Miguel Ángel Reyes Varela | Raven Klaasen Nathaniel Lammons         | 1:6, 5:7           |
| 3.  | 19. Februar 2023 | Buenos Aires | Sand          | Ariel Behar               | Simone Bolelli Fabio Fognini            | 2:6, 4:6           |
| 4.  | 20. Oktober 2024 | Almaty       | Hartplatz (i) | Skander Mansouri          | Rithvik Choudary Bollipalli Arjun Kadhe | 6:3, 6:73, [12:14] |